# Guarianthe
Guarianthe es un género pequeño de plantas de la familia Orchidaceae. Estas orquídeas son plantas epífitas, que se desarrollan en las selvas húmedas de Centroamérica y en el norte de Suramérica. Antes estaban incluidas en el género Cattleya del que se han separado basándose en estudios filogenéticos según datos de la secuencia de ADN.

## Taxonomía
El género fue descrito por Dressler & W.E.Higgins y publicado en Lankesteriana: La Revista Cientifica .... 7: 37. 2003.

## Especies
- Guarianthe aurantiaca (Bateman) Dressler & W.E.Higgins (2003)
- Guarianthe bowringiana (Veitch) Dressler & W.E. Higgins (2003)
- Guarianthe patinii (Cogn.) Dressler & W.E.Higgins (2003)
- Guarianthe skinneri (Bateman) Dressler & W.E.Higgins (2003)

## Híbridos naturales
- Guarianthe × guatemalensis (T.Moore) W.E.Higgins (2004)